# Kunowice
Kunowice (prononciation : [kunɔˈvʲit͡sɛ]  - en allemand : Kunersdorf) est un village de la gmina de Słubice dans l'ouest de la Pologne. Il a acquis sa notoriété par la bataille de Kunersdorf en 1759, pendant la guerre de Sept Ans.

## Géographie
Le village se situe à environ 5 kilomètres à l'est de Słubice (siège de la gmina et du powiat) et la frontière allemande à Francfort-sur-l'Oder, 60 kilomètres au sud-ouest de Gorzów Wielkopolski (capitale de la voïvodie) et 75 kilomètres au nord-ouest de Zielona Góra (siège de la diétine régionale).

## Histoire
La première mention écrite du village remonte à 1337. Kunersdorf a sans doute été fondé par des migrants allemands au cours de la colonisation germanique (Ostsiedlung) dans la Nouvelle-Marche de Brandebourg. L'église a été construite en blocs erratiques de granit probablement dès le XIIIe siècle; dès 1372 existait déjà un tribunal de première instance.
En 1399, la cité de Francfort acheta le village du margrave Jobst de Luxembourg, avec 40 Huben de superficie et un ou deux moulins à eau. Dans le village vivaient à cette date un prévôt, 14 gros paysans, dont l'un était aubergiste et six petits paysans. Quatre Huben du territoire appartenaient à l'église paroissiale, six au prévôt et 34 aux agriculteurs. En 1622 on mentionne un écart d'une superficie globale de sept huben.
Dans la lutte pour la succession dans le duché silésien de Glogau, en octobre 1477, une armée en route vers Francfort sous les ordres du duc Jean II de Żagań traversa le pays brandebourgeois et pilla le village à cette occasion. Pendant la guerre de Trente Ans, entre 1631 et 1644, les troupes suédoises et impériales occupèrent à tour de rôle la région. Pour le village cela signifiait des sommes énormes à payer des deux côtés, des pillages et des incendies. Le dernier prévôt de Kunersdorf mourut en 1694, et Francfort obtint le droit d'annexer le village et d'y nommer un maire auquel on concéda six Huben de l'écart.
Le 1er août 1759, le village fut occupé par l'armée russe au cours de la guerre de Sept Ans et brûlé par eux le 11 août. Seule subsista l'église. Le 12 août eut lieu la bataille de Kunersdorf, d'où sortit victorieuse la coalition russo-autrichienne. Le lieutenant prussien Ewald Christian von Kleist a été blessé mortellement au combat. En 1768, le bail de l'écart fut confié aux soins du maire ; un an plus tard le bail devint héréditaire et Johann George Jahn en fut le premier tenancier.
En 1785, on trouvait à Kunersdorf un écart avec une bergerie, un moulin à eau, une maison forestière, un café, une forge artisanale ainsi qu'une cure et un logement pour le sacristain. La surface du village couvrait à cette époque 5023 morgen et 19 quadratuten. Vivaient au village onze gros paysans, douze petits paysans, six domestiques, deux locataires, deux bergers, trois vachers, un forgeron, un garde forestier, un pasteur et un sacristain.

En 1799, l'église subit des transformations.
En 1806, l'armée française envahit la région, amenant une charge supplémentaire pour le village. Le maire et le locataire de la ferme avaient déjà fui du village, si bien que le pasteur Kriele dut temporairement exercer les responsabilités. Comme l'endroit était situé sur la route principale qui menait à l'est, il fallait régulièrement loger des soldats et les approvisionner. En 1861 Francfort vendit à l'administration militaire une partie de la forêt du village où l'on construisit un champ de manœuvre. Après la réforme administrative du royaume de Prusse en 1815, Kunersdorf entre dans l'arrondissement de Sternberg-en-Nouvelle-Marche, qui est divisé ensuite, et elle fait partie de l'arrondissement de Sternberg-Ouest qui est lui-même partie du district de Francfort-sur-l'Oder au sein de la province de Brandebourg.
Au début du XXe siècle, Kunersdorf était encore une localité agricole avec seulement quelques artisans et aucune industrie. Le 1er septembre 1907 fut ouverte une ligne de chemin de fer de Kunersdorf à Ziebingen sur l'Oder, avec des arrêts à Pulverkrug, près de Reipzig, Kunitz, Aurith et Sandow. La ligne était conçue principalement pour le transport de marchandises, mais également pour celui des passagers. Au cours des années suivantes s'établirent une briqueterie, trois scieries, la production de machines Theodor Languda, la fabrique de cycles Otto Strehl, l'atelier de charronnerie Weich et Roddelkopf ainsi que les entreprises de construction Schulz et Prötsch. Lors des élections municipales du 30 novembre 1925, 193 électeurs choisirent la SPD, 75 la KPD, 28 le Zentrum, 229 la liste locale du Brandebourg, et 15 la NSDAP. Les élections au Reichstag du 31 juillet 1932 donnèrent 135 voix à la SPD, 26 à la KPD, 7 au Zentrum, les 24 à la DNVP et 328 à la NSDAP.
Le début de février 1945 vit de violents combats entre l'Armée rouge et la Wehrmacht. Le 3 février à 20 heures le village fut bombardé par l'artillerie soviétique, puis attaqué avec des chars et de l'infanterie. Les attaques de chars purent être repoussées par les chasseurs de chars légers (les Jagdpanzer 38(t)) du régiment de Panzergrenadier Kurmark, mais l'infanterie soviétique put s'établir solidement dans quelques maisons et le 6 février Kunersdorf tomba. C'est pendant ces événements que l'église du village fut détruite.
Après la Seconde Guerre mondiale, avec la mise en œuvre de la ligne Oder-Neisse et le déplacement vers l'ouest de la frontière, le village fait partie de la République populaire de Pologne. La population d'origine allemande est expulsée et remplacée par des polonais. De 1975 à 1998, le village appartenait administrativement à la voïvodie de Gorzów. Depuis 1999, il appartient administrativement à la voïvodie de Lubusz

## Culture et curiosités

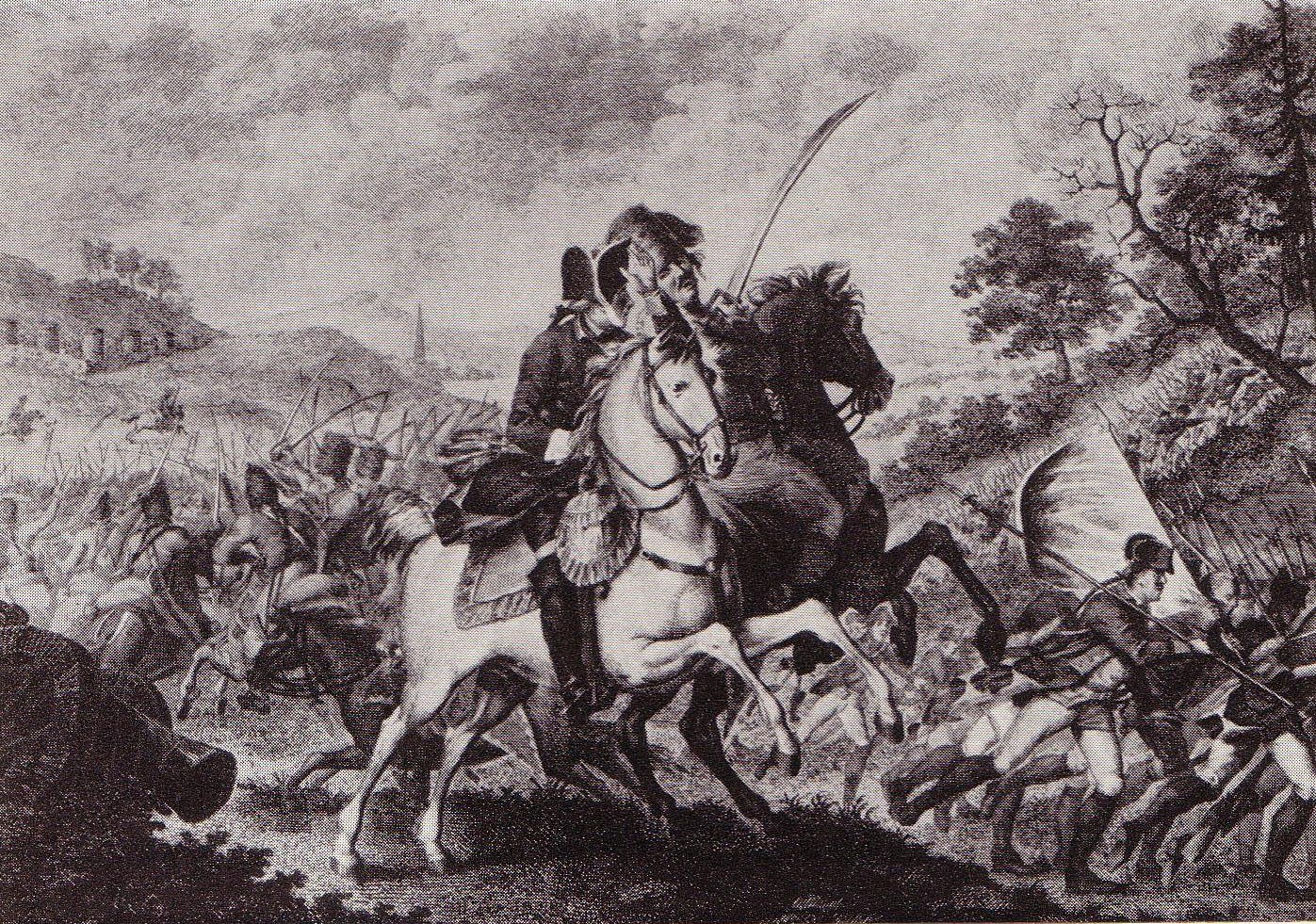
Frédéric est sauvé par Prittwitz, gravure du XIXe siècle.

Un monument en forme d'une pyramide, rappelant que le roi Frédéric le Grand avait échappé à la mort, se dressait sur le Mühlenberg. Le 12 août 1759, au cours de la bataille de Kunersdorf, le roi se trouvait là et le capitaine de Prittwitz réussit à ce moment-là à le mettre à l'abri et en sécurité. Cette scène était représentée en relief sur le monument que couronnait un aigle. C'est la famille de Prittwitz et la société historique de Francfort (Historischer Verein zu Frankfurt) qui avaient été les initiateurs du monument, inauguré le 22 août 1909. On lisait l'inscription : « Ici se trouvait Frédéric le Grand au cours de la bataille du 12/08/1759. » Dès 1918, l'aigle et l'un des panneaux du monument furent détruits. Actuellement il n'en reste plus rien.

## Personnalités
- Friedrich Hüffmeier (1898-1972), amiral.